# Under Siege 2: Dark Territory
Under Siege 2: Dark Territory is een Amerikaanse actiefilm uit 1995, geregisseerd door Geoff Murphy. Deze film is het vervolg op Under Siege uit 1992 en volgt opnieuw de avonturen van voormalig Navy SEAL Casey Ryback, gespeeld door Steven Seagal.

## Verhaal
In de film reist Ryback met zijn nichtje Sarah, gespeeld door Katherine Heigl, op een trein die gekaapt wordt door een groep terroristen onder leiding van Travis Dane, gespeeld door Eric Bogosian. Dane bedreigt de veiligheid van de Verenigde Staten door een geavanceerd satellietwapen genaamd "Grazer One" in te zetten.
Onwetend over Ryback's vaardigheden en aanwezigheid, beginnen de terroristen hun plan te implementeren, maar Ryback gebruikt zijn militaire training en gevechtstechnieken om de kapers te confronteren. Het plot ontwikkelt zich tot een strijd waarbij Ryback probeert zijn nichtje te beschermen en een nationale ramp te voorkomen. Dit leidt tot een spannende confrontatie tussen Ryback en Dane.

## Rolverdeling
| Acteur             | Personage                        |
| ------------------ | -------------------------------- |
| Steven Seagal      | Casey Ryback                     |
| Eric Bogosian      | Travis Dane                      |
| Katherine Heigl    | Sarah Ryback                     |
| Everett McGill     | Marcus Penn                      |
| Morris Chestnut    | Bobby Zachs                      |
| Andy Romano        | Admiraal Bates                   |
| Brenda Bakke       | Kapitein Linda Gilder            |
| David Gianopoulos  | Kapitein David Trilling          |
| Peter Greene       | Huurling #1                      |
| Patrick Kilpatrick | Huurling #2                      |
| Scott Sowers       | Huurling #3                      |
| Afifi Alaouie      | Vrouwelijke huurling (als Afifi) |
| Royce D. Applegate | Rybacks kok                      |
| Kurtwood Smith     | Generaal Stanley Cooper          |
| Nick Mancuso       | Tom Breaker                      |
| Sandra Taylor      | Kelly, bardame                   |
| Jonathan Banks     | Scotty, huurling                 |